# Hylocereus tricae
A Hylocereus tricae egy nagyon hiányosan ismert epifita kaktusz.

## Elterjedése és élőhelye
Mexikó: Chiapas tartomány; Belize: El Cayo tartomány, 500 m tszf. magasságban.

## Jellemzői
Felegyenesedő vagy lecsüngő növény, szárai meghaladják az 5 m hosszt is, szabálytalanul elágaznak, a hajtások legfeljebb 40 mm átmérőjűek, három élűek, a bordák legfeljebb 20 mm magasak, világoszöldek kékes viaszfény nélkül. Areolái 20–45 mm távolságban fejlődnek, maximálisan 3, 1–4 mm hosszú halványbarna töviseket hordoznak. Virágai 240–270 mm hosszúak, a pericarpiumot barnás szőrök és barna tövisek fedik, a tölcsér zöldes színű. A külső szirmok világoszöldek vagy barnás-világoszöldek, a középsők inkább vörösesek, zöld éllel, a belsők fehérek, a tövükön rózsásak. A porzók fehérek, a vaskos bibe 5–6 mm átmérőjű, zöldes krémszínű. Termése nem ismert.

## Rokonsági viszonyai
A Salmdyckia subgenus tagja.